# منطقه حفاظت‌شده رودخانه جاجرود
منطقهٔ حفاظت‌شدهٔ رودخانه جاجرود یک منطقهٔ حفاظت‌شده با مساحت ۸۰۷۹ هکتار است که در استان تهران در ایران قرار دارد. این منطقهٔ حفاظت‌شده طبق مصوبهٔ شمارهٔ ۱ در تاریخ ۱۳۴۶/۷/۱۳ در فهرست مناطق تحت حفاظت سازمان محیط زیست ایران قرار گرفت.